# Unteropfingen
Unteropfingen ist einer von drei Teilorten der Gemeinde Kirchdorf an der Iller im Landkreis Biberach in Oberschwaben.

## Geschichte
Die Gemeinde liegt an der Iller, die bis ins 5. Jahrhundert den früheren Donau-Iller-Rhein-Limes begrenzte. In südlicher Richtung hat der Ort mit Oberopfingen eine gemeinsame Grenze, in westlicher Richtung mit Berkheim und Erolzheim. In östlicher Richtung grenzt Unteropfingen an Heimertingen und Fellheim im Landkreis Unterallgäu.
Am Ortseingang Unteropfingens, südlich von Oberopfingen kommend, befindet sich die dem Heiligen Otmar von St. Gallen geweihte Wegkapelle. Eine Schenkungsurkunde vermerkt um 1316 einen Ritter Werner von Erolzheim, der die Kapelle der späteren Reichsabtei Ochsenhausen schenkte. Andere Quellen sprechen von einer Riedkapelle. Tatsächlich war vor der Anlage des Illerkanals der westliche Teil des nördlich unter Oberopfingen gelegenen Unteropfingens eine Riedlandschaft.

## Bauwerke

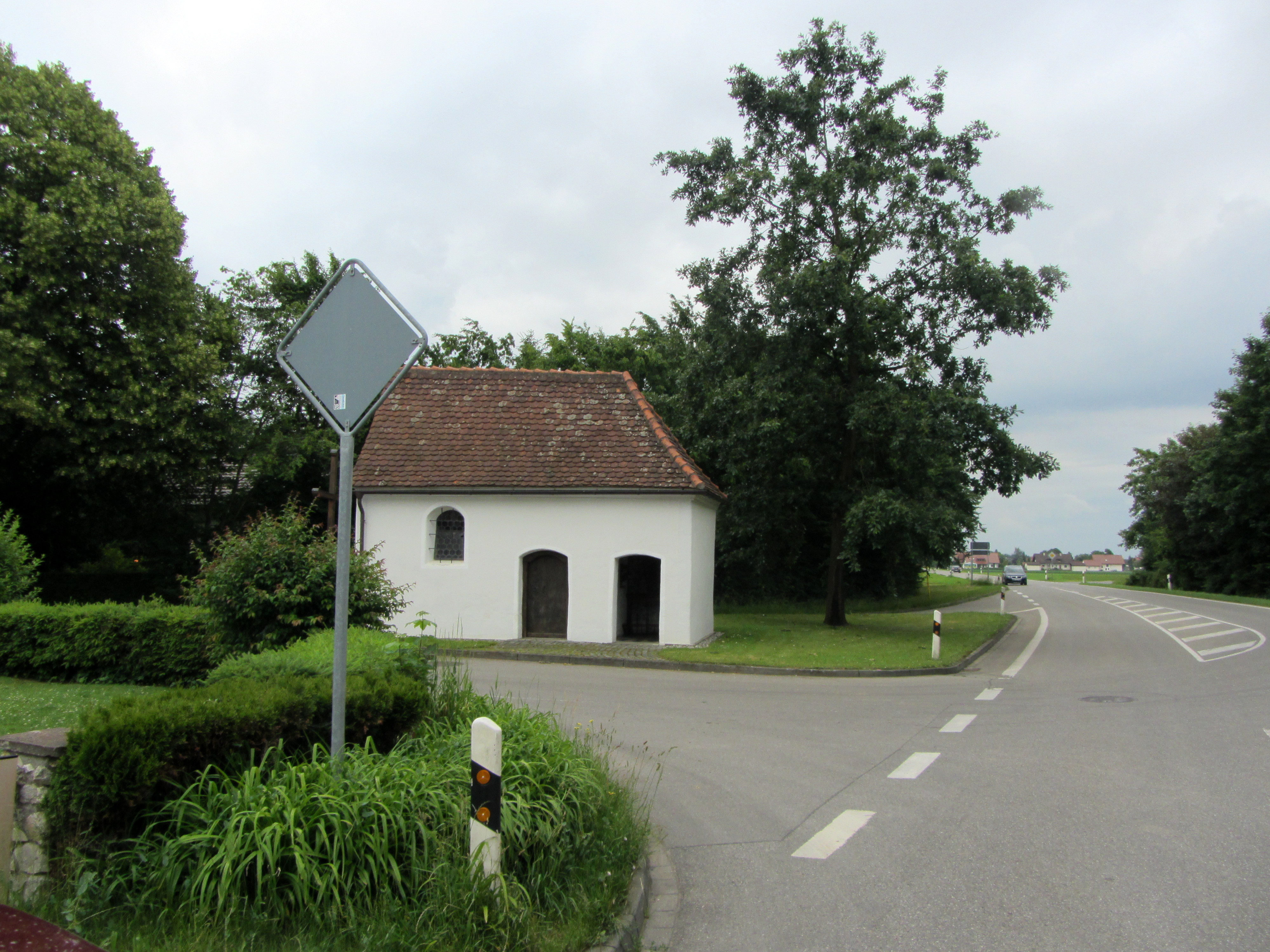
Riedkapelle zum hl. Otmar 2012

Im Jahre 1612 ist in den Archiven vermerkt, dass der damalige Fürstbischof vom Konstanz Jakob IV. Fugger, ein Nachfahre von Jakob Fugger dem Reichen, die sich heute in der Ortsmitte befindliche Kapelle St. Johann Baptist weihte. Die Riedkapelle war für den wachsenden Ort zu klein geworden. Im Dreißigjährigen Krieg wurde der Ort von beiden Kriegsparteien verwüstet. Die entweihte Kirche, wurde 1656 neu geweiht. Im Jahre 1723 wurde die Kapelle renoviert, vergrößert und durch einen Turm ergänzt.
Der kommunalpolitische Anschluss an die Gemeinde Kirchdorf erfolgte im Jahre 1842.